# Респонсорий
Респонсо́рий (позднелат. responsorium, от лат. respondere отвечать) – текстомузыкальная форма (на основе респонсорного пения) и литургический жанр в католическом оффиции. Текстовую основу респонсориев составляет Священное Писание (главным образом, Псалтирь) или его парафразы.

## Краткая характеристика
Различают большой респонсорий (лат. responsorium prolixum букв. «протяжённый респонсорий») и краткий респонсорий (лат. responsorium breve). В большом респонсории чередуется хоровой (ансамблевый) рефрен (лат. responsum - ответ, отсюда название) и исполнение солистом (украшенного богатыми мелизмами) псалмового стиха (верса) в особом, так называемом респонсорном тоне. После реформ Второго Ватиканского собора, приведших к упрощению богослужения и переводу богослужебных текстов на современные (главным образом, новоевропейские) языки, технически сложные большие респонсории можно услышать в концертных программах и в аудиозаписях аутентистов. Краткой респонсорий — небольшого размера, в простой силлабике в обеих своих частях; после краткого респонсория обычно поётся формульный версикул.

## Респонсории Страстной утрени
В эпоху позднего Возрождения (после Тридентского собора) и в эпоху барокко особую популярность получили многоголосные распевы больших респонсориев Великого Четверга, Великой Пятницы, Великой Субботы. Такие респонсории составляли главное украшение совмещавшей утреню и лауды службы, которая метафорически обозначалась как Tenebrae (букв. "сумерки", в связи с особенностями отправления культа — гашение свечей, пение в сумерках, рассматриваются также другие коннотации). Многоголосные респонсории (с оглядкой на заранее данный голос <cantus prius factus>, а также и свободное сочинённые) написали Джезуальдо, Лассо, Палестрина, К. де Моралес, Т.Л. де Виктория, Марк-Антуан Шарпантье, Франсуа Куперен и другие композиторы.
Наиболее известные большие респонсории (по обиходной певческой книге «Liber usualis», до реформ Второго Ватиканского собора):
Респонсории Великого Четверга
1. In monte Oliveti oravit ad Patrem // На горе Елеонской Он молил отца
2. Tristis est anima mea usque ad mortem // Душа моя скорбит смертельно
3. Ecce vidimus eum // Вот мы видели Его
4. Amicus meus osculi me tradidit signo // Друг мой зна́ком поцелуя предал меня
5. Judas mercator pessimus // Иуда, купец презреннейший
6. Unus ex discipulis meis // Один из учеников моих
7. Eram quasi agnus innocens // Я был как агнец невинный
8. Una hora non potuistis vigilare mecum // Один час не могли вы бодрствовать со мной
9. Seniores populi consilium fecerunt // Старейшины народа составили замысел

Респонсории Великой Пятницы
1. Omnes amici mei dereliquerunt me // Все друзья мои оставили меня
2. Velum templi scissum est // Завеса в храме раздралась
3. Vinea mea electa // Виноградник мой отборный
4. Tamquam ad latronem existis // Как будто на разбойника вышли вы
5. Tenebrae factae sunt // Тьма случилась
6. Animam meam dilectam tradidi in manus iniquorum // Любовь души моей предал я в руки врагов
7. Tradiderunt me in manus impiorum // Предали меня в руки нечестивых
8. Jesum tradidit impius // Предал Иисуса нечестивый
9. Caligaverunt oculi mei a fletu meo // Помрачились глаза мои от плача моего

Респонсории Великой Субботы
1. Sicut ovis ad occisionem ductus est // Как овца, веден был на заклание
2. Jerusalem surge // Восстань, Иерусалим!
3. Plange quasi virgo, plebs mea // Плачь яко дева, народ мой!
4. Recessit Pastor noster // Отошёл Пастырь наш
5. O vos omnes qui transitis per viam // О все вы, проходящие путём
6. Ecce quomodo moritur justus // Вот, когда умирает праведник
7. Astiterunt reges terrae // Восстают цари земли
8. Aestimatus sum cum descendentibus in lacum // Я сравнялся с нисходящими в могилу
9. Sepulto Domino // Когда Господь был погребён

См. также Григорианский хорал, Респонсорное пение, Tenebrae

## Нотные издания
- Liber responsorialis pro festis I. classis et communi sanctorum juxta ritum monasticum. Solesmis, 1895 (важнейший сборник дореформенных григорианских респонсориев).
- Liber usualis. Tournai, 1950.